# Oersberg
Oersberg település Németországban, Schleswig-Holstein tartományban. Lakosainak száma 306 fő (2023. december 31.). Oersberg Kappeln, Stoltebüll, Esgrus, Scheggerott és Rabenkirchen-Faulück községekkel határos.

## Népesség
A település népességének változása:
| Lakosok száma | 303  | 302  | 297  | 312  | 298  | 306  | 306  |
|               | 1975 | 2013 | 2014 | 2019 | 2021 | 2022 | 2023 |